# Marcus Iunius Silanus Torquatus
Marcus Iunius Silanus Torquatus (* um 24 v. Chr.; † nach 39 n. Chr.) war ein römischer Politiker und gehörte zur angesehenen Familie der Iunii Silani.

## Familie
Silanus war der Sohn eines Marcus Iunius Silanus (von dem nur der Name selbst bekannt ist) und Enkel des mit seinem Vater gleichnamigen Konsuls des Jahres 25 v. Chr. Seine Mutter war möglicherweise die aus drei römischen Inschriften bekannte Adelige Domitia Calvina, woraus sich das Cognomen seiner Tochter Iunia Calvina herleiten dürfte.
Silanus war ab dem Jahr 13 n. Chr. verheiratet mit Aemilia Lepida, der Tochter der Iulia minor, einer Enkelin des Augustus. Ihre sämtlichen Kinder und Enkel fielen in den Machtkämpfen im iulisch-claudischen Kaiserhaus Agrippina der Jüngeren und Nero  zum Opfer:
- Decimus Iunius Silanus Torquatus (* um 10; † 64)
- Lucius Iunius Silanus (Prätor 48) (* um 12; † 49), Verlobter der Octavia
- Marcus Iunius Silanus (Konsul 46) (* 14; † 54)
- Iunia Calvina (* um 25; † nach 79) und

- Iunia Lepida[2] und möglicherweise
- Iunia Silana[3] (* ca. 15–20; † 59)

## Laufbahn
Die ersten Ämter seiner politischen Laufbahn (Cursus honorum) sind nicht bekannt. Im Jahr 19 war Silanus ganzjährig Konsul, zunächst zusammen mit Lucius Norbanus Balbus und ab 1. Juli mit Publius Petronius. Die in dieser Zeit erlassenen Gesetze (lex Iunia Norbana und lex Iunia Petronia) beschäftigten sich beide mit der Freilassung von Sklaven, deren Los unter anderem durch ein beschränktes latinisches Bürgerrecht verbessert werden sollte.
Wohl in den 30er Jahren war Silanus Prokonsul der Provinz Africa. Tacitus berichtet in seinem Geschichtswerk, dass Kaiser Caligula (der von 37 bis 41 regierte) ihm den Oberbefehl über die afrikanische Legion (Legio III Augusta) entzog und diese einem Legaten unterstellte. Allerdings wurde in Tibur, dem heutigen Tivoli, eine Ehreninschrift gefunden, die einem Gaius Maenius Bassus gewidmet ist und erwähnt, dass dieser zum sechsten Mal unter dem Statthalter Marcus Silanus in Afrika das Amt eines praefectus fabrum ausgeübt habe („praefecto fabrum M. Silani M. f. sexto“). Dieser Text wurde teilweise so interpretiert, dass Bassus dem Silanus insgesamt sechsmal gedient habe – dieser wäre also mindestens sechs Jahre lang in Africa in Amt gewesen. Da aber in den 30er Jahren verschiedene andere Statthalter der Provinz fest datiert werden können (Gaius Rubellius Blandus 35/36; Lucius Calpurnius Piso 39), ließ sich eine sechsjährige Amtszeit des Silanus nur noch in den Jahren 29 bis 35 unterbringen. Da zu dieser Zeit noch der Kaiser Tiberius regierte, müsste dann aber der oben erwähnte Bericht des Tacitus einen Fehler enthalten. Tatsächlich berichtet Cassius Dio das gleiche wie Tacitus, nur für den Statthalter Lucius Calpurnius Piso. Bengt Thomasson hat daher vorgeschlagen, das Wort sexto in der Inschrift eben nicht als Zahladverb („sechsmal“), sondern als Ordinalzahl („zum sechsten Mal“) zu verstehen. Blandus sei also sechsmal praefectus fabrum gewesen, aber nur das letzte Mal unter Silanus, der dann eine ganz normale Statthalterschaft von einem Jahr ausgeübt habe.
Der Bericht des Tacitus, dass der Senator Lucius Iulius Graecinus, der Vater des Gnaeus Iulius Agricola, sich im Jahr 38 geweigert habe, Silanus anzuklagen, und deshalb von Caligula hingerichtet wurde, bezieht sich vermutlich auf Marcus Iunius Silanus, den Schwiegervater des Kaisers.
Das Todesdatum des Silanus ist unbekannt, vermutlich starb er noch unter Caligula, also vor 41.